# Émérance Dubas
Pour les articles homonymes, voir Dubas.
Émérance Dubas, née à Angers, est une réalisatrice et scénariste française. Elle vit et travaille à Paris.

## Biographie
Née à Angers, Émérance Dubas suit des études en histoire de l’art. Ses premières réalisations audiovisuelles sont des portraits d’artistes : Amahiguéré Dolo, Michel Nedjar, Karl Lagerfeld, Daniel Buren.
En 2022, elle réalise Mauvaises filles, son premier long métrage. Elle recueille les témoignages de cinq femmes qui ont été placées, à l'adolescence, dans une maison de correction de la congrégation de Notre-Dame de Charité du Bon Pasteur. Toutes font part des violences systémiques de la société française.

## Films
- Dolo, le dernier Dogon, 42 min, 2002[4]
- Poupées de lumière, Portrait de Michel Nedjar, 21 min, 2008
- Retour à la base, 2011
- L'Impressionnisme, éloge de la mode, 52 min, 2012
- Buren dans la ville, 39 min, 2014
- Mauvaises filles, 71min, 2022

## Prix
- Prix des étudiants, Festival 2 Cinéma 2 Valenciennes, 2022[5]
- Prix du Public, Festival 2 Cinéma 2 Valenciennes, 2022